# Axyntis
Le groupe Axyntis est une entreprise de taille intermédiaire (ETI) française présente dans les secteurs de la chimie fine, de la fabrication de principes actifs pharmaceutiques et de colorants. Il a été créé en 2007.

## Historique
Axyntis est un groupe de chimie fine français, créé en 2007. Son actionnaire historique est la société financière de capital-investissement Argos Soditic (fondée elle-même en 1990 par Wladimir Mollof). En 2015, les actions de l'entreprise Axyntis sont reprises à 50 % par son PDG, David Simonnet, et un groupe de managers, alliés  à un partenaire industriel, le groupe japonais Fuji Silysia.
Axyntis est notamment un acteur de la production de principes actifs en France. À la suite de la pandémie de Covid-19, cette société contribue, en déployant de nouvelles productions sur ses sites dans l’Hexagone (ou en les relocalisant)  et avec des aides gouvernementales, à renforcer l'indépendance sanitaire de la France en ce domaine des principes actifs. En effet, durant la pandémie, des constats avaient pu être effectués de dépendance française sur certains principes actifs, par exemple nécessaires pour obtenir des molécules cruciales en réanimation, et une pénurie sur ces molécules cruciales avait été évitée de peu. L’objectif est de rapatrier la production des principes actifs stratégiques contenus dans les médicaments,,. Axyntis disposait sur plusieurs de ses sites français de réserves de capacité, notamment sur des sites acquis dans les années 2010 comme  Calaire Chimie, à Calais, et 3M Chimie, à Pithiviers. 
En 2021, Axyntis compte  compte cinq usines en France (dont la principale est celle de Pithiviers) et 450 salariés.